# St. Anton am Arlberg
St. Anton am Arlberg este un loc renumit și vizitat frecvent de iubitorii sporturilor de iarnă dar și o foarte apreciată stațiune balneoclimaterică ce dispune de izvoare cu apă termală. Localitatea este situată la altitudinea de 1.284 - 1.304 m la poalele Pasului Arlberg din Alpii Verwall din Austria cu vârful Hoher Riffler , în apropiere de granița dintre landurile Tirol și Vorarlberg. Localități aparținătoare sunt Nasserein, St. Jakob și St. Christoph am Arlberg.
1. ↑  Dauersiedlungsraum der Gemeinden Politischen Bezirke und Bundesländer - Gebietsstand 1.1.2018 (în germană), Statistica Austriei, accesat în 10 martie 2019